# Rhythmic (parada musical)
A Rhythmic Songs (também chamada simplesmente de Rhythmic ou Rhythmic Top 40, e anteriormente denominada Rhythmic Airplay e CHR/Rhythmic) é uma tabela publicada semanalmente pela Billboard que apresenta as canções mais tocadas nas rádios de formato rhythmic  , com base em dados recolhidos pela Nielsen Audio. 
Estas estações geralmente tocam músicas de gênero R&B, R&B contemporâneo, Hip hop e rhythmic pop, além de algumas canções dance.

## História
A revista Billboard tomou conhecimento do gênero recém-surgido em 27 de fevereiro de 1987, quando lançou o primeiro gráfico de crossover, o Hot Crossover 30. Originalmente consistia em trinta canções e era baseado nos dados de dezoito emissoras de rádio. Em setembro de 1989, a Billboard dividiu a parada Hot Crossover 30 em duas: Top 40/Dance e Top 40/Rock, esta última focada em títulos de rock que passaram. Em dezembro de 1990, a Billboard eliminou a parada porque mais estações top 40 e de R&B estavam se tornando idênticas à lista de reprodução tocada nas estações crossover da época. 
A Billboard reviveu a parada em outubro de 1992 como Top 40/Rhythm-Crossover, com o primeiro número um sendo "End of the Road" de Boyz II Men. Em 25 de junho de 1997, foi renomeado para Rhythmic Top 40. Foi alterado para Rhythmic Airplay na edição de 7 de fevereiro de 2004 e encurtado para Rhythmic em 12 de julho de 2008. 
Atualmente se baseia em 40 canções monitoradas em 66 rádios consideradas de rhythmic, em canções geralmente de R&B contemporâneo.

## Dados e Recordes

### Canções com mais semanas em primeiro lugar
15 Semanas
- "No Scrubs" — TLC (1999)

14 Semanas
- "Twisted" — Keith Sweat (1996)

13 Semanas
- "Freak Me" — SilK (1993)
- "You Make Me Wanna..." — Usher (1997-1998)

12 Semanas
- "I'll Make Love to You" — Boyz II Men (1994)
- "Fantasy" — Mariah Carey (1995)
- "Lollipop" — Lil Wayne (2008)
- "Not Like Us" —  Kendrick Lamar (2024)

11 Semanas
- "Shoop" — Salt-N-Pepa (1993-1994)
- "Dilemma" — Nelly featuring Kelly Rowland (2002)

### Artistas com mais canções em primeiro lugar
- Drake (39)
- Rihanna (17)
- Chris Brown (14)
- Usher e Bruno Mars (13)
- Lil Wayne, Beyoncé, Nicki Minaj e The Weeknd (12)
- Doja Cat (11)

### Artistas com mais canções na parada
- Drake (130)
- Chris Brown (122)
- Lil Wayne (107)
- Nicki Minaj (96)
- Kanye West (62)